# طاهر بن لیث
طاهر بن لیث صفاری برادر یعقوب لیث صفاری مؤسس سلسله صفاریان و فرزند لیث صفاری رویگری از روستای قرنین در سیستان بود او دو برادر دیگر به نام‌های علی و عمرو نیز داشت.

## مرگ وی
از زندگانی وی اطلاعاتی در دسترس نیست اما در اواخر زندگی وی، احمد قولی از مردم بست، پس از غسان علیه حاکم وقت سیستان به پا خواست، ولی زمانی که به قدرت رسید با مردم به ظلم رفتار کرد پس از مدتی صالح بن نصر مطوعی به خونخواهی برادر قیام کرد و مردم بُست و سیستان گرد او جمع شدند و در سال ۲۳۷ ه‍.ق با او بیعت کردند زمانی که عمار خارجی در کِش قیام کرده بود، صالح به کمک کثیربن رقاد و یعقوب لیث صفاری و درهم بن نصر سپاهی جمع‌آوری کرد و سپاهیان ابراهیم بن حسن و نیز خوارج را شکست داد پس از پیروزی صالح دستور داد اموال ابراهیم و نزدیکانش را غارت کنند و به بُست بفرستند یعقوب و عیاران از این واقعه ناخشنود شدند و سر به مخالفت کشیدند مردم بُست جانب صالح را گرفتند و مردم سیستان از یعقوب حمایت کردند جنگی میان آنها درگرفت که در این جنگ یعقوب لیث صفاری پیروز شد اما طاهر بن لیث برادرش در این جنگ کشته شد.